# Graška Gora
Graška Gora – wieś w Słowenii, w gminie miejskiej Slovenj Gradec. W 2018 roku liczyła 112 mieszkańców. 